# Hrihori Missiutin
Hrihori Missiutin (ucraïnès: Місютін Григорій) (Oleksandria, Unió Soviètica 1970) és un gimnasta artístic ucraïnès, ja retirat, guanyador de sis medalles olímpiques.

## Biografia
Va néixer el 29 de desembre de 1970 a la ciutat d'Oleksandria, població situada a la província de Kirovohrad, que en aquells moments formava part de la República Socialista Soviètica d'Ucraïna (Unió Soviètica) i que avui en dia forma part de la República d'Ucraïna.

## Carrera esportiva
Va participar, als 21 anys, en els Jocs Olímpics d'Estiu de 1992 celebrats a Barcelona (Catalunya) en nom de l'Equip Unificat, on va aconseguir guanyar cinc medalles olímpiques: la medalla d'or en la prova per equips i la medalla de plata en les proves individual, exercici de terra, barra fixa i salt sobre cavall.
Participà en els Jocs Olímpics d'Estiu de 1996 realitzats a Atlanta (Estats Units), en aquesta ocasió en representació d'Ucraïna, on va guanyar la medalla de bronze en la prova masculina per equips. Així mateix finalitzà vuitè en la prova d'exercici de terra, aconseguint així un diploma olímpic com a resultat més destacat.
Al llarg de la seva carrera ha guanyat nou medalles en el Campionat del Món de gimnàstica artística, entre elles sis medalles d'or, i dues medalles en el Campionat d'Europa de l'especialitat.
Fou entrenat per Mikola Dehtiarov.